# Ministry of Sound
Ministry of Sound (MoS) – londyński klub nocny i wytwórnia muzyczna znajdująca się w Elephant & Castle, Southwark, Londyn.
Oficjalnie otwarty został 21 września 1991 roku. Klub m.in. organizuje  coroczne imprezy The Annual oraz jest producentem muzycznym. Logo klubu jest powiązane z jego nazwą, która w dosłownym tłumaczeniu oznacza Ministerstwo Dźwięku.